# Segudet
Segudet je vesnice v Andoře ve farnosti Ordino. Nachází se v nadmořské výšce 1327 metrů na pravém břehu řeky Cegudet. V roce 2012 měla 45 obyvatel.
V Segudetu se nachází Casa Blanca (česky: Bílý dům), příklad lidové architektury Andorry. Od roku 2012 je zapsán do soupisu kulturního dědictví Andorry.